# Ann-Marie Wolff
Ann-Marie Wolff (geboren 31. Januar 1962 in Bremen) ist eine deutsche Juristin und  Richterin. Seit 2019 ist sie Präsidentin des Hanseatischen Oberlandesgerichts Bremen. 

## Karriere

### Ausbildung
Wolff machte 1980 Abitur. Sie studierte bis 1988 Rechtswissenschaften an der Universität Göttingen. Von 1988 bis 1991 folgte das Referendariat im Bezirk des Hanseatischen Oberlandesgerichtes in Hamburg. Sie beendete ihre juristische Ausbildung mit der zweiten juristischen Staatsprüfung Anfang 1991.

### Richterin
1994 wurde Wolff zur Richterin am Amtsgericht Bremen ernannt. In der Folge war sie bis 2003 auch Richterin beim Landgericht Bremen tätig. Im Juni 2003 wurde Wolff Richterin am Hanseatischen Oberlandesgericht Bremen. Ihr Schwerpunkt war das Zivilrecht.

### Verwaltungsfunktionen
Von 2008 bis 2010 war Wolff Direktorin des Amtsgerichts Bremen-Blumenthal. Anschließend wechselte sie in die Senatorische Behörde für Justiz und Verfassung, war dort tätig als Abteilungsleiterin für Personal, Haushalt und Organisation. 
Im August 2016 wurde sie Präsidentin des Amtsgerichts Bremen.

### Präsidentin des Hanseatischen Oberlandesgerichts Bremen
Seit dem 1. Juli 2019 ist sie Präsidentin des Hanseatischen Oberlandesgerichts Bremen als Nachfolgerin von Karen Buse.
Ann-Marie Wolff hat es sich zur Aufgabe gesetzt, die Justiz zu modernisieren. Effizientere und virtuelle Zivilprozesse sollen möglich werden. Rechtsanträge sollen online gestellt werden können. Elektronische Nachrichtenräume sollen Prozessbeteiligten zur Verfügung stehen. Öffentliche Prozesse sollen auch online verfolgt werden können. Wolff beteiligt sich auch an Aktivitäten, einen bundesweit einheitlichen Online-Zugang zu schaffen.

## Engagement
- Wolff ist Erste Vorsitzende der Juristischen Gesellschaft Bremen.[6]